# ليديا دورنوفو
ليديا دورنوفو هي مؤرخة الفن السوفياتي الروسي ومُرممة للأعمال الفنية.